# هوائية
هَوائِيَّة (الاسم العلمي: Antennaria)، جنس نباتات عشبية معمرة من فصيلة النجمية، موطنها المناطق المعتدلة في نصف الكرة الشمالي، مع نوع واحد (A. chilensis) في جنوب أمريكا الجنوبية المعتدلة؛ أعلى نسبةً لتنوع الأنواع في أمريكا الشمالية. وتشمل الأسماء الشائعة التالية: قدم القط أو أقدام القطط أو أصابع الهرة والأبدية أو رجل القط أو رجل الهر. 

## الأنواع
من أنواعه:
- هوائية شائعة
- هوائية أمريكية
- هوائية جبلية
- هوائية مزمارية

## روابط خارجية
- Flora Europaea: Antennaria